# Tour du Haut-Var 2014
Il Tour du Haut-Var 2014, quarantaseiesima edizione della corsa e valida come evento del circuito UCI Europe Tour 2014 categoria 2.1. Si è svolta in due tappe dal 22 al 23 febbraio 2014, su un percorso di circa 352,5 km, con partenza da Le Cannet-des-Maures ed arrivo a Draguignan. E'stato vinto dal colombiano Carlos Alberto Betancur che terminò la gara con il tempo totale di 9h05'30", alla media di 38,77 km/h.
Al traguardo di Draguignan 105 ciclisti completarono il tour.

## Tappe
| Tappa  | Data        | Percorso                               | km    | Vincitore di tappa      | Leader cl. generale     |
| ------ | ----------- | -------------------------------------- | ----- | ----------------------- | ----------------------- |
| 1ª     | 22 febbraio | Le Cannet-des-Maures > La Croix-Valmer | 149,1 | Carlos Alberto Betancur | Carlos Alberto Betancur |
| 2ª     | 23 febbraio | Draguignan > Draguignan                | 203,4 | Amaël Moinard           | Carlos Alberto Betancur |
| Totale | Totale      | Totale                                 | 352,5 |                         |                         |

## Squadre e corridori partecipanti
| N.    | Cod. | Squadra                    |
| ----- | ---- | -------------------------- |
| 1-8   | FDJ  | FDJ.fr                     |
| 11-18 | MOV  | Movistar Team              |
| 21-28 | SKY  | Team Sky                   |
| 31-38 | BMC  | BMC Racing Team            |
| 41-48 | ALM  | AG2R La Mondiale           |
| 51-58 | GIA  | Team Giant-Shimano         |
| 61-68 | EUC  | Team Europcar              |
| 71-78 | IAM  | IAM Cycling                |
| 81-88 | COF  | Cofidis, Solutions Credits |

| N.      | Cod. | Squadra                      |
| ------- | ---- | ---------------------------- |
| 91-98   | LPM  | La Pomme Marseille 13        |
| 101-108 | BSE  | Bretagne-Séché Environnement |
| 111-118 | WGG  | Wanty-Groupe Gobert          |
| 121-128 | BIG  | BigMat-Auber 93              |
| 131-138 | RAL  | Team Raleigh                 |
| 141-148 | RLM  | Roubaix-Lille Metropole      |
| 151-158 | WIL  | Vérandas Willems             |
| 161-168 | COL  | Colombia                     |
| 171-178 | CCD  | Team Differdange-Losch       |

## Dettagli delle tappe

### 1ª tappa
- 22 febbraio: Le Cannet-des-Maures > La Croix-Valmer – 149,1 km

Risultati
| Pos. | Corridore               | Squadra       | Tempo    |
| ---- | ----------------------- | ------------- | -------- |
| 1    | Carlos Alberto Betancur | AG2R La Mond. | 3h42'00" |
| 2    | John Degenkolb          | Giant-Shimano | s.t.     |
| 3    | Samuel Dumoulin         | AG2R La Mond. | s.t.     |

| Pos. | Corridore               | Squadra       | Tempo    |
| ---- | ----------------------- | ------------- | -------- |
| 1    | Carlos Alberto Betancur | AG2R La Mond. | 3h42'00" |
| 2    | John Degenkolb          | Giant-Shimano | s.t.     |
| 3    | Samuel Dumoulin         | AG2R La Mond. | s.t.     |

### 2ª tappa
- 23 febbraio: Draguignan > Draguignan – 203,4 km

Risultati
| Pos. | Corridore               | Squadra       | Tempo    |
| ---- | ----------------------- | ------------- | -------- |
| 1    | Amaël Moinard           | BMC Racing    | 5h23'30" |
| 2    | Carlos Alberto Betancur | AG2R La Mond. | s.t.     |
| 3    | Émilien Viennet         | FDJ.fr        | a 10"    |

| Pos. | Corridore               | Squadra       | Tempo    |
| ---- | ----------------------- | ------------- | -------- |
| 1    | Carlos Alberto Betancur | AG2R La Mond. | 9h05'30" |
| 2    | Samuel Dumoulin         | AG2R La Mond. | a 12"    |
| 3    | Amaël Moinard           | BMC Racing    | s.t.     |

## Classifiche finali

### Classifica generale
| Pos. | Corridore               | Squadra        | Tempo    |
| ---- | ----------------------- | -------------- | -------- |
| 1    | Carlos Alberto Betancur | AG2R La Mond.  | 9h05'30" |
| 2    | Samuel Dumoulin         | AG2R La Mond.  | a 12"    |
| 3    | Amaël Moinard           | BMC Racing     | s.t.     |
| 4    | Armindo Fonseca         | Bretagne-Séché | a 15"    |
| 5    | Cadel Evans             | BMC Racing     | s.t.     |
| 6    | Mikaël Cherel           | AG2R La Mond.  | s.t.     |
| 7    | Cyril Gautier           | Europcar       | s.t.     |
| 8    | Émilien Viennet         | FDJ.fr         | a 16"    |
| 9    | Jérôme Pineau           | IAM Cycling    | a 18"    |
| 10   | Andrey Amador           | Movistar Team  | s.t.     |

### Classifica a punti
| Pos. | Corridore               | Squadra        | Tempo |
| ---- | ----------------------- | -------------- | ----- |
| 1    | Carlos Alberto Betancur | AG2R La Mond.  | 45    |
| 2    | Armindo Fonseca         | Bretagne-Séché | 26    |
| 3    | Amaël Moinard           | BMC Racing     | 25    |
| 4    | Cadel Evans             | BMC Racing     | 22    |
| 5    | John Degenkolb          | Giant-Shimano  | 20    |

### Classifica scalatori
| Pos. | Corridore        | Squadra        | Tempo |
| ---- | ---------------- | -------------- | ----- |
| 1    | Florian Guillou  | Bretagne-Séché | 24    |
| 2    | Rodolfo Torres   | Colombia       | 22    |
| 3    | Rémy Di Grégorio | La Pomme Mar.  | 15    |
| 4    | Floris Smeyers   | Vérandas Will. | 15    |
| 5    | Amaël Moinard    | BMC Racing     | 10    |

### Classifica giovani
| Pos. | Corridore         | Squadra        | Tempo    |
| ---- | ----------------- | -------------- | -------- |
| 1    | Émilien Viennet   | FDJ.fr         | 9h05'46" |
| 2    | Mark Christian    | Team Raleigh   | a 5"     |
| 3    | Jimmy Turgis      | Roubaix        | s.t.     |
| 4    | Eduardo Sepúlveda | Bretagne-Séché | s.t.     |
| 5    | Sebastián Henao   | Team Sky       | a 8"     |

### Classifica a squadre
| Pos. | Squadra                      | Tempo     |
| ---- | ---------------------------- | --------- |
| 1    | AG2R La Mondiale             | 27h16'57" |
| 2    | Movistar Team                | a 24"     |
| 3    | IAM Cycling                  | a 27"     |
| 4    | Bretagne-Séché Environnement | a 33"     |
| 5    | Team Sky                     | a 39"     |